# ستانيساو ستاسيتش
ستانيساو فافرزنيك ستاسيتش (عُمّد في 6 نوفمبر 1755 – 20 يناير 1826) هو شخصية قيادية في عصر التنوير البولندي، وكاهن كاثوليكي، وفيلسوف، وجيولوجي، وكاتب، وشاعر، ومترجم، ورجل دولة. وهو فيزوقراطي، وعضو في حركة القومية السلافية (بعد عام 1815)، وتابع لمبدأ عدم التدخل، وقد أيّد العديد من الإصلاحات في بولندا. يُذكر على وجه الخصوص لكتاباته السياسية خلال فترة «السيم العظيم (أربعة أعوام)» (1788-1792)، وتأييده لدستور 3 مايو عام 1791 الذي اعتمده مجلس النواب.
ساهم في تأسيس جمعية أصدقاء التعلم في وارسو (سلف الأكاديمية البولندية للعلوم)، والتي أصبح رئيسًا لها. كان عضوًا في مجلس الدولة لدوقية وارسو، ووزيرًا للتجارة والصناعة في الكونغرس في بولندا. يُنظر إلى ستاسيتش على أنه أبٌ لعلوم الجيولوجيا، والإحصاء، والاجتماع، ودراسات جبال تاترا واستكشافها، والتعدين، والصناعة البولندية.

## حياته

### نشأته
وُلد ستانيساو ستاسيتش لعائلة برجوازية في بلدة بيوا (عُمّد في 6 نوفمبر 1755)، وهو الأصغر بين أربعة أشقاء. والده، فافرزنيك ستاسيتش، هو عمدة بيوا وأمين ملكي. أخواه هما أنطوني (1743-1775)، وأندريه (1725-1845) الذي كان كاهنًا.
التحق ستاسيتش بالمدرسة الثانوية في فاوتش. درس الإلهيات في مدرسة يسوعية في بوزنان وتخرج منها في عام 1778، ورُسّم كاهنًا كاثوليكيًا (تولى رتبًا كهنوتية أقل في عام 1774، ورتبًا أعلى في عامي 1778 و1779). في الفترة ما بين عامي 1779 و1781، واصل دراساته في فرنسا في كوليج دو فرانس، حيث درس الفيزياء والتاريخ الطبيعي.
عند عودته إلى بولندا في عام 1781، وافق على العمل بوظيفة معلّم في منزل مستشار الملك الكبير أندريه زامويسكي. في عام 1782، حصل على شهادة الدكتوراه من أكاديمية زامويسكي. ترجم العديد من الأعمال من الفرنسية إلى البولندية، وعمل لفترة وجيزة في الأكاديمية مدرسًا للغة الفرنسية.

### إصلاحي
حوّل كتابه ملاحظات حول حياة يان زامويسكي (1787)، الذي نُشر دون الإفصاح عن هوية المؤلف عشية السيم العظيم، المعلّمَ المعروفَ قليلًا إلى أحد كبار المفكرين السياسيين في الكومنولث في أواخر القرن الثامن عشر. أصبح كتابه نموذجًا لأعمال مماثلة أخرى، وبدأ فيضًا من الكتب والنشرات السياسية غير المسبوقة في تاريخ الكومنولث. أُعيدت طباعته عدة مرات، بما في ذلك الطبعات غير المرخصة.
في كتابه ملاحظات، لم يصف ستاسيتش حياة يان زامويسكي (1542-1605، أحد رواد رجال الدولة في التاريخ البولندي)، بل زعم أن الإصلاحات مطلوبة، وأن زامويسكي قد اقترح بالفعل العديد من تلك الإصلاحات قبل قرنين أو أيدها. كان ستاسيتش منحازًا بقوة للإصلاحات، وداعيًا متحمسًا لمصالح الطبقات الدنيا. دعا إلى إبطال القنانة وتحسين نصيب الفلاحين (من خلال منحهم الأرض والحقوق الخاصة). انتقد الطبقة العليا (النبلاء البولنديين) بسبب عدم كفاءة الحكم، وزعم أن تلك الطبقة أظهرت قدرًا من عدم الكفاءة كي لا يُسمح لها بالحكم وحدها. جادل من أجل زيادة طفيفة في الضرائب، والتي ينبغي أن تسمح للكومنولث بإنشاء جيش من مئة ألف قد يحظى على الأقل بفرصة مواجهة الجيوش التي ما زالت أكبر من جاراتها. رغم تفضيله للمذهب الجمهوري نظريًا، فقد وافق في إطار الكومنولث على أن تعزيز السلطة المركزية (الملكية) هو الحل العملي لإصلاح الدولة. في كتابه ملاحظات، أيّد أيضًا تطبيق نظام الملكية المطلقة في بولندا.
راقب ستاسيتش مداولات مجلس السيم العظيم بحرص، إذ أمضى وقتًا طويلًا في وارسو منذ بدء مجلس السيم مداولاته في عام 1788. واصل نشر كتب ومنشورات جديدة. يُعد كتابه تحذيرات لبولندا، النابعة من السياسة الأوروبية والقوانين الطبيعية الحالية، بقلم كاتب ملاحظات حول حياة يان زامويسكي (1790)، إلى جانب كتاب ملاحظات السابق، من بين أكثر أعمال عصر التنوير البولندي تأثيرًا. في كتابه تحذيرات، انتقد ملوك بولندا وليتوانيا، والأوامر الرهبانية والقنانة، وأيّد منح سكان المدينة حق التصويت. على الرغم من أنه لم يشارك في مجلس السيم، فقد كان من ذوي النفوذ، ومعترفًا به كأحد الآباء المؤسسين لدستور 3 مايو عام 1791 من خلال كتاباته المقروءة والمناقَشة على نطاق واسع في ذلك الوقت.
خلال الفترة الممتدة بين عامي 1790 و1791، رافق عائلة زامويسكي في نزهة خارج البلاد، واستمر بالعمل مستشارًا للأسرة، على الرغم من توتر علاقاته مع الأبناء (ألكساندر أغسطس زامويسكي وستانيساو كوستكا زامويسكي)، وفي النهاية، توافق مع ابنة العائلة آنا زامويسكي. أيّد انتفاضة تاديوش في عام 1794، والتي كانت محاولة فاشلة لتحرير الكومنولث من النفوذ الأجنبي بعد أحداث التقسيم الثاني لبولندا في عام 1793، وتبرّع بالمال لقضية الثوار. عقب هزيمة الانتفاضة، رافق الأسرة في رحلتها إلى فيينا. أحرز بعض الاستثمارات المالية الناجحة، بما في ذلك في سوق الأوراق المالية. ثم عمل مستشارًا اقتصاديًا لعائلتي زامويسكي وسابييخا، واستثمر في عقاراتهم، وقدم لهم المال.

## روابط خارجية
- ستانيساو ستاسيتش على موقع الموسوعة البريطانية (الإنجليزية)